# S/2007 S 2
S/2007 S 2 är en av Saturnus månar. Den upptäcktes 18 januari 2007.
S/2007 S 2 är 6 kilometer i diameter och har ett genomsnittligt avstånd på 16 700 000 kilometer från Saturnus. Den har en lutning av 176,68° till ekliptikan i en retrograd riktning och med en excentricitet av 0,218.
S/2007 S 2 har ännu inte fått något officiellt namn.